# NKX2-1
NKX2-1 (англ. NK2 homeobox 1) – білок, який кодується однойменним геном, розташованим у людей на короткому плечі 14-ї хромосоми. Довжина поліпептидного ланцюга білка становить 371 амінокислот, а молекулярна маса — 38 596.
| 10         |  | 20         |  | 30         |  | 40         |  | 50         |
| ---------- |  | ---------- |  | ---------- |  | ---------- |  | ---------- |
| MSMSPKHTTP |  | FSVSDILSPL |  | EESYKKVGME |  | GGGLGAPLAA |  | YRQGQAAPPT |
| AAMQQHAVGH |  | HGAVTAAYHM |  | TAAGVPQLSH |  | SAVGGYCNGN |  | LGNMSELPPY |
| QDTMRNSASG |  | PGWYGANPDP |  | RFPAISRFMG |  | PASGMNMSGM |  | GGLGSLGDVS |
| KNMAPLPSAP |  | RRKRRVLFSQ |  | AQVYELERRF |  | KQQKYLSAPE |  | REHLASMIHL |
| TPTQVKIWFQ |  | NHRYKMKRQA |  | KDKAAQQQLQ |  | QDSGGGGGGG |  | GTGCPQQQQA |
| QQQSPRRVAV |  | PVLVKDGKPC |  | QAGAPAPGAA |  | SLQGHAQQQA |  | QHQAQAAQAA |
| AAAISVGSGG |  | AGLGAHPGHQ |  | PGSAGQSPDL |  | AHHAASPAAL |  | QGQVSSLSHL |
| NSSGSDYGTM |  | SCSTLLYGRT |  | W          |  |            |  |            |

A: Аланін

C: Цистеїн

D: Аспарагінова кислота

E: Глутамінова кислота

F: Фенілаланін

G: Гліцин

H: Гістидин

I: Ізолейцин

K: Лізин

L: Лейцин

M: Метіонін

N: Аспарагін

P: Пролін

Q: Глутамін

R: Аргінін

S: Серин

T: Треонін

V: Валін

W: Триптофан

Кодований геном білок за функціями належить до репресорів, активаторів, фосфопротеїнів. 
Задіяний у таких біологічних процесах, як транскрипція, регуляція транскрипції, біологічні ритми, альтернативний сплайсинг. 
Білок має сайт для зв'язування з ДНК. 
Локалізований у ядрі.